# Octotiara
Octotiara is een geslacht van neteldieren uit de  familie van de Pandeidae. De wetenschappelijke naam werd voor het eerst geldig gepubliceerd in 1953 door Paul Lassenius Kramp.
Kramp richtte het geslacht op voor de nieuwe soort Octotiara russelli die was verzameld op de Britse expeditie naar het Groot Barrièrerif in 1929. Die is gekenmerkt door acht radiale kanalen en acht tentakels.

## Soort
- Octotiara russelli Kramp, 1953